# 東扇島

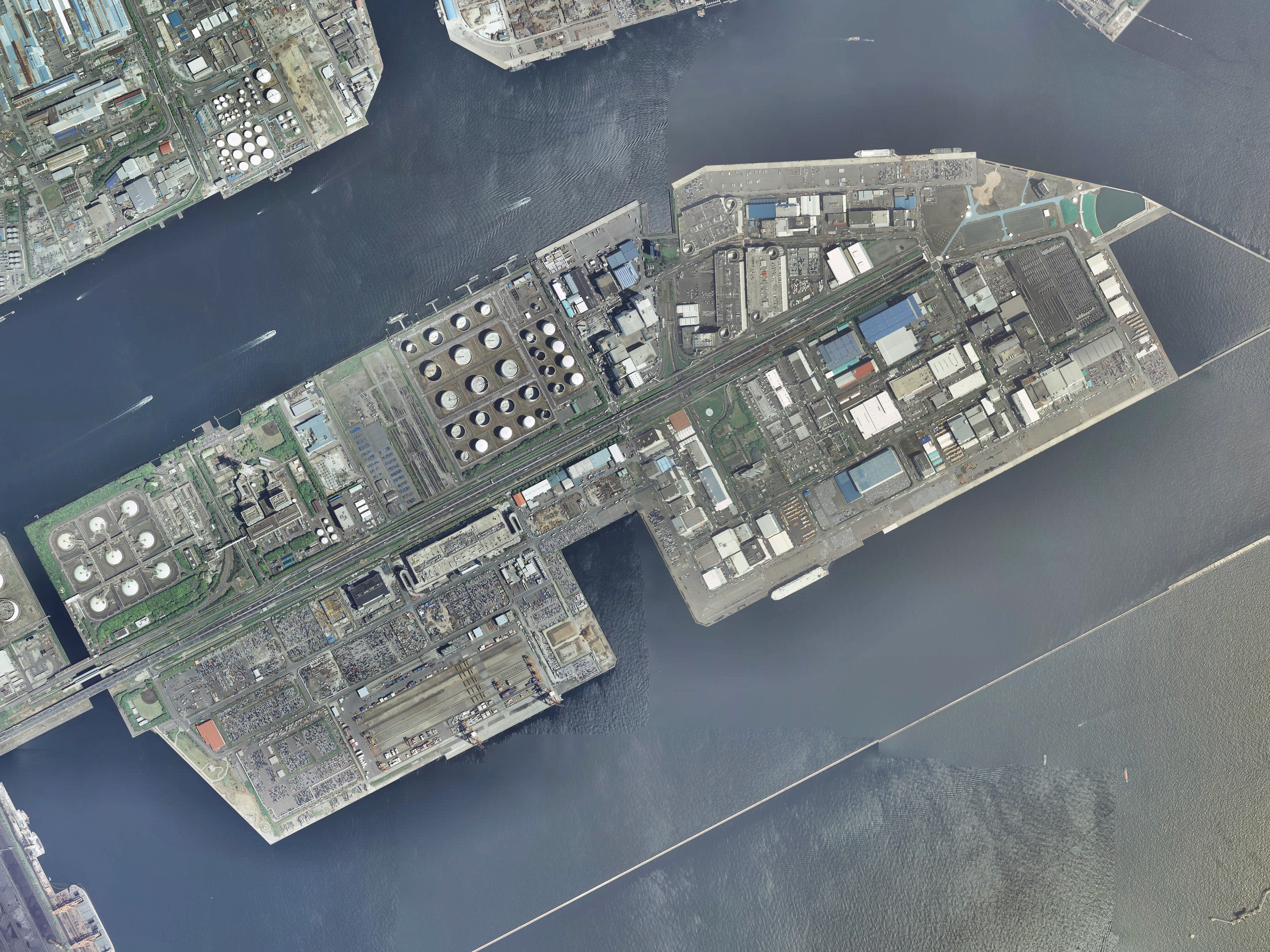
東扇島周辺の空中写真。。2007年4月撮影の12枚を合成作成。

東扇島（ひがしおおぎしま）は、神奈川県川崎市川崎区にある人工島および町名である。

## 沿革
1972年（昭和47年）から本格的に埋め立てが始まる。1974年（昭和49年）11月に扇島の東に位置する島であることから東扇島という町名が付けられた。
- 1974年12月9日 - 日本鋼管扇島連絡海底トンネル（現・JFEスチール海底トンネル）開通（一般車両通行禁止）[8]。
- 1976年-1981年：HSSTのリニア実験線が設置されていた。
- 1980年：川崎市に編入[7]。
- 1994年12月：首都高速湾岸線が開通、東扇島出入口が設置される。

## 概要
島全体が川崎港の一部となっており、埠頭は東京湾側の外航船用埠頭と、京浜運河側の内航船（国内貨物）埠頭に分けられる。その立地条件から物流・食品関係の倉庫が集中しており、食品では神奈川県の50%の貯蔵能力を持ち物流関係の戦略拠点である。貨物コンテナ取扱量の増加に伴い土地が不足しているため、川崎市は東京湾側で凹型になっている海面の埋め立てを計画している。投入する土砂はリニア中央新幹線工事で発生する残土を使う覚書をJR東海と結んだ。
こうした物流面での重要性から、首都高速湾岸線に東扇島出入口が設けられ、東京都内や横浜市との陸上アクセスの要となっている。その他に千鳥町とは川崎港海底トンネルで、水江町とはJFEスチール海底トンネル（後述、一般車通行禁止）で、扇島とは扇島大橋で結ばれている。
川崎市街と結ぶ川崎港海底トンネルの交通量が増加しており、また同トンネルは危険物積載車の通行が禁止されているため、2023年度を目標に東扇島と水江町を結ぶ臨港道路東扇島水江町線の整備が進められている。水江町とは橋梁で結ばれる予定である。
平成元年頃よりは「シビルポートアイランド」という名称も使われていたが、普及することなく現在に至る。
島内道路の管理状況は宜しくなく路面の表示は消えている箇所や、路面が波打っている箇所が多く目立つ。東京湾の水質改善により島の周囲は魚種が豊富で、“公害都市・川崎”のイメージは最早ない。周辺では、多くの遊漁船の姿を見ることができる。また、島の西側には釣りが可能な東扇島西公園、東には人工海浜を有する東扇島東公園があり、都心から近い釣りやレジャーのできる公園として賑わっている。しかし、公園周囲に路上駐車や、ごみの放置、公園内へのバイクの侵入など課題も多い。なお、東京湾側の埠頭（外航船埠頭）は海上における人命の安全のための国際条約（SOLAS）および国際航海船舶及び国際港湾施設の保安の確保等に関する法律による制限区域に指定され、関係者以外の立ち入りが禁止されている。

## 事業所
2021年（令和3年）現在の経済センサス調査による事業所数と従業員数は以下の通りである。
| 町丁   | 事業所数  | 従業員数 |
| ------ | --------- | -------- |
| 東扇島 | 386事業所 | 11,310人 |

### 事業者数の変遷
経済センサスによる事業所数の推移。
| 年                 | 事業者数 |
| ------------------ | -------- |
| 2016年（平成28年） | 370      |
| 2021年（令和3年）  | 386      |

### 従業員数の変遷
経済センサスによる従業員数の推移。
| 年                 | 従業員数 |
| ------------------ | -------- |
| 2016年（平成28年） | 11,005   |
| 2021年（令和3年）  | 11,310   |

## 主な施設

### 物流センター・倉庫等
- かわさきファズ
- 日本食肉流通センター
- 山手冷蔵
- 安田倉庫
- 東急ストア
- SBSロジコム
- 五十嵐冷蔵
- ニッスイ
- 東洋水産
- 上組
- 三菱ふそうトラック・バス
- 花王ロジスティクス
- F-LINE
- SBS東芝ロジスティクス
- いすゞ自動車
- タカセ
- 丸全昭和運輸
- センコー
- ユザワヤ
- 日本通運
- 佐川急便
- 佐川グローバルロジスティクス
- SUBARU
- 日本興運
- 福岡運輸
- 川崎東郵便局
- 横浜税関川崎外郵出張所

### 発電所
- 東扇島火力発電所

### 公園・会館
- 川崎マリエン

- 東扇島中公園（川崎マリエンに隣接）
- 東扇島北公園

東扇島西公園のパノラマ

- 東扇島西公園 - 東扇島西公園内は釣り施設が完備されている。有料の駐車場が2か所設置されているが、大型車の乗り入れはできない。
- 東扇島東公園 - 東扇島東公園内には人工海浜、多目的広場、バーベキュー広場、憩いの広場、汐入のデッキ、ドッグランなどの施設の他に、大規模災害時に国の基幹的広域防災拠点の機能も持った多目的施設、平常時は公園として機能する。東扇島東公園内は釣りと遊泳が禁止されているが、2010年4月から潮干狩りが出来るようになった。有料の駐車場があり、バスの駐車も可能である。

### 商業施設
- アライオークション ベイサイド（中古車・中古バイクオークション会場）

## 交通

### 路線バス
- 川崎市交通局
  - 川05系統 川崎駅～東扇島循環
    - 特急（平日朝、東扇島方向のみ）、急行（平日朝夕）が設定されている。
    - なお川05特急は2023年3月改正で廃止された。

  - 川07系統 川崎駅 - かわさきファズ物流センター - 東扇島西公園
    - 平日の朝夕に急行がある。
- 川崎鶴見臨港バス・京浜急行バス
  - 横浜駅（横浜シティ・エア・ターミナル） - 東扇島線 
    - 朝は東扇島行き、夕方から夜にかけて横浜駅行きを運転。
    - また、平日日中は横浜駅発東扇島内を一周して駅へ戻る系統も4便運転されている。

### 道路
- 首都高速湾岸線
- 国道357号（指定区間） - 前後の区間は未開通となっているため、島内では事実上孤立した国道となっている。

### 自転車・徒歩
- 川崎港海底トンネル 人道部 - 川崎市川崎区千鳥町 ちどり公園〜川崎市川崎区東扇島11 北公園[13]

### JFEスチール海底トンネル
川崎市水江町の日本鋼管京浜製鉄所（現・JFEスチール東日本製鉄所京浜地区）と東扇島を結ぶ水底トンネル（沈埋トンネル）として建設された。JFE敷地内の工場専用道路（自動車専用）であり、一般車両の通行は禁止されている。正式な工事名は「日本鋼管（株）扇島連絡海底トンネル」。1971年（昭和46年）10月から1974年（昭和49年）11月かけて、3年の工期で建設された。建設工事は日本鋼管（当時）と大成建設が担当した。
両岸の取り付け道路を含むトンネル全長は1,540 mで、幅員704.3 mの京浜運河横断部は沈埋区間となっている。水江側より取り付け道路149.0 m、陸上トンネル251.7 m、水江側立坑43.3 m、（沈埋トンネル区間664.3 m）、東扇島側立坑43.3 m、陸上トンネル234.7 m、取り付け道路153.7 mである。
沈埋函は鋼殻構造で、日本鋼管清水造船所（2013年廃止）で鋼殻ブロックを製作後、台船により海上輸送し、扇島の建造用仮ドックで鋼殻を組み立て、さらに別な艤装桟橋でコンクリートを打設後、沈設したものである。沈埋函は長さ110 m、幅21.6 m、高さ6.9 mで、沈埋区間の総延長は664.3 m（6函接合した660 mと継手部4.3 m）である。トンネル内は左右に上下2車線の道路（往復4車線）、中央に共同溝がある。

## その他

### 日本郵便
- 郵便番号 : 210-0869[2]（集配局 : 川崎港郵便局[16]）

### 警察
町内の警察の管轄区域は以下の通りである。
| 番・番地等 | 警察署         | 交番・駐在所 |
| ---------- | -------------- | ------------ |
| 全域       | 川崎臨港警察署 | 殿町交番     |

### 暴走対策
2000年代末頃から大黒パーキングエリアにおける取締りが厳しくなるとドリフト走行を楽しむ者らが東扇島一帯に進出、週末の夜間を中心に暴走運転を始めた。しばしばトラックの通行に支障が出始めたことから、2012年から川崎市の港湾当局は警備員を配置。ギャラリーの違法駐車の排除などに乗り出したが暴走運転はやまず、2013年1月20日には東扇島東公園付近で、ドリフトに失敗した車両が歩道に突っ込み4人が負傷する事故も起きた。このため路面にチャッターバーを設置するなどの対策が行われた。